# Temesvári Pelbárt
Boldog Temesvári Pelbárt (Temesvár, 1435 körül  – Buda, 1504. január 22.) ferences szerzetes, skolasztikus író, prédikátor.

## Életútja
Gyermekkorát nem ismerjük. 1458-ban iratkozott be a krakkói egyetemre, ahol 1464-ben fejezte be filozófiai tanulmányait, és 1471 körül már teológiai doktorként hagyta el Krakkót.
Ezután belépett az obszerváns ferences rendbe, 1480-ban az ozorai kolostorban élt. Hamarosan nagyhírű hitszónokká vált. Könyveivel forrást akart nyújtani kevésbé művelt testvéreinek és a falusi lelkipásztoroknak.
Nevét az esztergomi Temesvári Pelbárt Ferences Gimnázium őrizte 2024. szeptember 1-éig annak emlékére, hogy 1494-1497 között az esztergomi ferences kolostorban élt és annak házfőnöke volt.

## Művei
Számos latin egyházi munkát írt, melyek egész Európában elterjedtek. Többnyire prédikáció-gyűjtemények ezek, rendszerint több is egy alkalomra; megjegyzéseiből láthatólag magyarul is elmondta legalább egy részüket. Bátor meggyőződésű pap volt, aki a középkor aszketikus szellemét és erényeit szabadon hirdette Mátyás király reneszánsz udvarának szellemével szemben is. Művei már az ő idejében is nagyon népszerűek voltak itthon is; szerzetesházaink, apácakolostoraink sokat fordították és másolták; kódexeink nagy része az ő műveinek fordítása. Temérdek legenda az ő beszédeiből (a Pomeriumokból) került nyelvemlékeinkbe. Ő e legendák közül az idegen szentekről szólókat Jacopo da Voragine (13. századi domonkos) nagy legendás könyvéből merítette, a hazai szentekről szólók egy részét is más forrásból vette, de egy részükben (Szent István, Szent László) magyar szelleme is megnyilatkozik. Szilády Áron föltevése szerint alexandriai Szent Katalin nagy verses legendája is Pelbárttól származik; ezt a föltevést azonban a kutatók nagy része nem tartja valószínűnek.
- Stellarium Coronae Mariae Virginis (Hagenau, 1498); Stellarium Coronae benedicte virginis Mariae (Hagenau, 1505)
- Pomerium (Sermones Pomerii, I – III., Hagenau, 1499)
- Sermones Pomerii de sanctis, II. [Pars aestivalis]. Augsburg 1502. RMK III. 104. latinul és részletek belőle magyarul
- Expositio libri Psalmorum (zsoltár magyarázatok)
- Aureum Rosarium Theologiae (teológiai enciklopédia, I-IV., az utolsó kötetet tanítványa, Laskai Osvát fejezte be. Hagenau, 1503–08)
- Műveiből részleteket kiadott és fordított Katona Lajos: Középkori legendák és példák (Magy. Kvtár, é. n.) és Brisits Frigyes (Magy. Irodalmi Ritkaságok, 1931. 6. sz.)
- Miként látják az erdélyiek Erdély kérdéseit?; Taizs Ny., Pécs, 1938 (A Pécsi M. Kir. Erzsébet-Tudományegyetem Kisebbségi Intézetének kiadványai)
- Temesvári Pelbárt válogatott írásai; vál., tan., jegyz. V. Kovács Sándor, ford. Bellus Ibolya et al.; Európa–Helikon, Bp., 1982